# Dinemandra
Dinemandra es un género de plantas con flores con cinco especies perteneciente a la familia Malpighiaceae. Es originario de Sudamérica.

## Taxonomía
El género fue descrito por Adrien-Henri de Jussieu  y publicado en Annales des Sciences Naturelles; Botanique, sér. 2,  13: 255, en el año 1840.   La especie tipo es Dinemandra ericoides A.Juss.

## Especies
- Dinemandra ericoides A.Juss.
- Dinemandra glaberrima 	A. Juss.
- Dinemandra ramosissima Phil.
- Dinemandra strigosa 	Phil.
- Dinemandra subaptera 	Phil.